# Aristilo
Aristilo (s.IV-III a.C.) foi um astrônomo grego, que junto com Timocares de Alexandria, compilou um dos primeiros catálogos de estrelas que se conhecem e que foram utilizados posteriormente para estabelecer a precessão dos equinócios.
Aristilo como Timocares trabalhavam no Museu de Alexandria e foram destacados partícipes na realização de uma compilação sistemática da posição de estrelas e dos planetas fazendo uso de instrumentos graduados. Os dados do referido catálogo foram utilizados e serviram a Hiparco de Niceia para descobrir a precessão dos equinócios ao comparar suas observações das posições das diversas estrelas com as obtidas por Aristilo e Timocares um século e meio antes. Por sua vez, Ptolomeu usou as posições dos planetas reunidas por Aristilo e Timocares para deduzir sua teoria sobre o movimento dos planetas.
Uma cratera lunar, Aristillus, apropriadamente perto do meridiano da Lua e em uma latitude lunar aproximadamente igual à latitude terrestre de Alexandria, é nomeada em sua homenagem.

### Outras fontes
- Blackwood's magazine, Volume 94 (em inglês). [S.l.]: Blackwood. 1863
- Approximates: Webster's Quotations, Facts and Phrases (em inglês). [S.l.]: Icon Group International, Inc. 2008
- Time's Telescope (em inglês). [S.l.]: Sherwood, Gilbert and Piper. 1821